# William Barnard Rhodes-Moorhouse
William Barnard Rhodes-Moorhouse VC (ur. 26 września 1887 w Londynie, zm. 27 kwietnia 1915 w Merville) – brytyjski kierowca sportowy, pionier lotnictwa i pilot wojskowy, uczestnik I wojny światowej. Zmarł z ran odniesionych podczas akcji bojowej we Francji, jako pierwszy lotnik w historii został odznaczony Krzyżem Wiktorii.

## Życiorys
William Barnard Rhodes-Moorhouse był synem Mary Ann Rhodes, nieślubnej i adoptowanej półmaoryskiej córki nowozelandzkiego polityka i biznesmena, Williama Barnarda Rhodesa, jednego z najbogatszych w swoim czasie ludzi w kraju, oraz Edwarda Moorhouse'a, młodszego brata drugiej żony Rhodesa, Sarah Ann Moorhouse. Po śmierci Rhodesa i objęciu spadku, oboje wyjechali do Wielkiej Brytanii, gdzie osiedli. Mieli czworo dzieci, William Barnard, który od 1912 roku zgodnie z wolą dziadka nosił także jego nazwisko, był ich najstarszym synem.
Po ukończeniu ekskluzywnej Harrow School, w 1908 roku rozpoczął studia w Trinity Hall na Uniwersytecie Cambridge, lecz porzucił je dla swojej pasji: sportów motorowych. Brał udział w rajdach motocyklowych i samochodowych, wkrótce zafascynował się także sportem lotniczym. Ukończył kurs pilotażu, a wspólnie z przyjacielem, Jamesem Radleyem skonstruował własny wariant samolotu Blériot XI, nazwany Radley-Moorhouse. W 1911 roku jako pierwszy wylądował samolotem w Cambridge. W tym samym roku wyjechał do Stanów Zjednoczonych, gdzie na samolocie Blériota napędzanym silnikiem Gnome o mocy 50 KM odniósł szereg zwycięstw w rajdach samolotowych i próbach prędkości. Po powrocie do Wielkiej Brytanii, w roku następnym jako pierwszy pilot w historii przeleciał nad La Manche samolotem z dwoma pasażerami, w tym swoją niedawno poślubioną żoną Lindą. W tym samym roku wziął udział w drugiej edycji rajdu Monte Carlo.
Po wypowiedzeniu wojny Niemcom w 1914 roku wstąpił jako ochotnik do Royal Flying Corps, w stopniu podporucznika (second lieutenant). 21 marca 1915 roku został przydzielony do 2 dywizjonu stacjonującego w Merville w północnej Francji. Po odbyciu tury lotów zapoznawczych na dwupłatowcu B.E.2 rozpoczął loty bojowe nad frontem. 29 marca po raz pierwszy jego samolot został uszkodzony ogniem przeciwlotniczym z ziemi. Po przerwie w lotach spowodowanej złą pogodą, w połowie kwietnia odbył szereg lotów nad frontem II bitwy pod Ypres. W uznaniu zasług jego dowódca wnioskował o awansowanie go do stopnia porucznika (lieutenant).
26 kwietnia 1915 roku otrzymał rozkaz zbombardowania strategicznie ważnego węzła kolejowego w Courtrai. Z powodu niskiego pułapu chmur leciał na wysokości poniżej 100 metrów. Nad celem został celnie ostrzelany z broni maszynowej oraz artylerii przeciwlotniczej i poważnie zraniony. Pomimo tego udało mu się celnie zrzucić 100-funtową bombę na węzeł kolejowy. Jej odłamki dodatkowo uszkodziły lecący na małej wysokości płatowiec. Gdy skierował się w stronę własnego lotniska, ponownie został ostrzelany z ziemi i raniony. Mimo to dotarł do bazy i bezpiecznie wylądował. W jego samolocie naliczono później 95 przestrzelin od pocisków i odłamków.
Zabrano go na miejscowy punkt sanitarny w Merville, gdzie stwierdzono, że jego stan jest beznadziejny. Zmarł następnego dnia. W Wielkiej Brytanii został uznany za bohatera, a jego koledzy rozpoczęli kampanię na rzecz odznaczenia go, jako pierwszego brytyjskiego lotnika, Krzyżem Wiktorii. Nastąpiło to w niecały miesiąc po jego śmierci, 22 maja 1915 roku. Pośmiertnie został również awansowany do stopnia porucznika. Jego prochy zostały sprowadzone do kraju i pochowane w rodzinnej posiadłości Parnham House w pobliżu Beaminster w hrabstwie Dorset.
Jego syn, William Henry Rhodes-Moorehouse, również został lotnikiem. Był asem myśliwskim początkowego okresu II wojny światowej. Zginął zestrzelony 6 września 1940 roku nad Kentem, a jego prochy zostały pochowane obok ojca.